# Pablo Pérez
Pablo Javier Pérez, argentinski nogometaš, * 10. avgust 1985, Buenos Aires, Argentina.
Trenutno je član argentinskega kluba Newell's Old Boys, pred tem je igral tudi za Boco Juniors in Málago. Za argentinsko reprezentanco je odigral eno tekmo. 